# Редина, Мира Евгеньевна
Ми́ра Евге́ньевна Ре́дина (2 февраля 1926, Калуга, СССР — 2 июля 2011, Москва) — артистка балета, в 1944—1965 годах — солистка Московского музыкального театра им. Станиславского и Немировича-Данченко. Исполнительница главной роли в фильме «Солистка балета» (1947).

## Биография
Родилась в Калуге в семье Евгения Редина 2 февраля 1926 года. Училась в Московском хореографическом училище по классу педагогов Елизаветы Гердт и Марии Кожуховой. В годы войны вместе со школой была эвакуирована в Васильсурск.
После выпуска в 1944 году была принята в труппу Московского музыкального театра им. Станиславского и Немировича-Данченко, где танцевала до 1965 года. Исполняла главные партии в балетах Николая Холфина, Алексея Чичинадзе и Владимира Бурмейстера. Среди партнёров — Михаил Салоп, В. Д. Голубин, Александр Соболь.
В 1946 году участвовала в съёмках музыкального фильма под рабочим названием «Улица Росси» (лента вышла в прокат под названием «Солистка балета» в следующем году). Роль балерины Наташи Субботиной принесла Мире Рединой настоящую популярность.
… Зовёт полёт.

(Небесный шар —

и всё,

Что дышит в нём, — Вращается.) И ты,

Моя Психея, крутишься в луче,

Как сорванная бурей круговой

Сиреневая звёздочка.

Внизу

Подумали бы:

девушка танцует…— Александр Кочетков (из стихотворения, посвящённого Мире Рединой, 1946)

## Репертуар
Первая исполнительница
- 1955 — Хасинта, «Дочь Кастильи» А. Чичинадзе
- 1958 — Беляна, «Охридская легенда» В. Бурмейстера, А. Чичинадзе и Н. Гришиной
- 1964 — Девушка, «Поэма» А. Чичинадзе

Главные партии в балетах
- Анна Пейдж — «Виндзорские проказницы» В. Бурмейстера
- Эсмеральда — «Эсмеральда» В. Бурмейстера
- Оксана — «Ночь перед Рождеством» В. Бурмейстера
- Возлюбленная поэта — «Штраусиана» В. Бурмейстера
- Франческа да Римини — «Франческа да Римини» Н. Холфина (либо А. Чичинадзе?)
- Лиза-барышня — «Соперницы» Николая Холфина
- Консуэла — «Лола» В. Бурмейстера
- Наташа — «Берег счастья» В. Бурмейстера и И. Курилова

## Личная жизнь
Была замужем за артистом балета и журналистом Юрием Сергеевичем Фанталовым. Их сын Евгений родился тяжело больным и умер в 33 года.